# Egon Johansen
Egon Henry Johansen (født 4. august 1918, Langå, død 24. november 1944 i København) var en dansk teolog. Han blev myrdet af Petergruppen med Henning Brøndum i spidsen under Besættelsen som et vilkårligt offer for gengældelsesterror.
Egon Johansen var søn af maskinsmed Søren Johansen og hustru Eleonora Kristine f. Eriksen.
Johansen kom oprindelig fra Langå, blev student og vandt som 23-årig i 1942 Københavns Universitets guldmedalje for et gammeltestamentligt emne. Året efter tog han embedseksamen med det højeste antal points der indtil da var blevet givet efter den daværende nye eksamensordning. Han var et videnskabeligt talent og planlagde at skrive doktordisputats.
Johansen blev den 1. december 1943 ansat som rejsesekretær i Israelsmissionen. I sin studietid havde han været med i Studenternes Missionskreds og havde særlig interesse for mission i de bibelske lande. 
Den 24. november 1944 om aftenen sad Egon Johansen og hans hustru i deres lejlighed i Brønshøj i København og ventede besøg af venner. Det ringede på døren, og Johansen åbnede døren i den tro, at gæsterne var ankommet. Uden for stod i stedet nogle for ham ukendte mænd, som tømte deres revolvere i ham for øjnene af hans kone. Kort efter var han død. 
En mindegudstjeneste blev afholdt i Simeons Kirke i København tre dage efter. Begivenheden blev fulgt af den stedlige biskop, 25-30 præster og de fleste fra Det Teologiske Fakultet samt venner og familie. Dernæst kørte rustvognen til Københavns Hovedbanegård, hvor toget skulle føre kisten til Langå. Den 1. december 1944 blev han gravlagt i Langå.